# Il rovescio della medaglia (Ellery Queen)
Il rovescio della medaglia (titolo originale Double, double) è un romanzo giallo di Ellery Queen, pubblicato nel 1950.

## Trama
Ellery Queen credeva che i suoi rapporti con Wrightsville appartenessero ormai al passato. Ma qualcuno, nella cittadina sperduta tra i boschi del New England, la pensa diversamente. Il famoso scrittore-detective riceve infatti anonimamente alcuni ritagli di giornale su una serie di sensazionali eventi che stanno avendo luogo in paese. La morte apparentemente per cause naturali di Luke Mac Caby, noto per essere l'abitante più povero della città, ha rivelato che in realtà l'eccentrico vecchietto era ricchissimo, nonché socio occulto in affari di John Spencer Hart, proverbialmente noto come il più ricco della città. Erede inaspettato della ricchezza di Mac Caby è il dottor Sebastian Dodd, medico spiantato dall'animo filantropico che lo aveva sempre curato gratis. Ancora più sensazionale è la successiva scoperta che Hart, in realtà, è pieno di debiti e si suicida per evitare la prigione per bancarotta. Il povero era dunque in realtà ricco; e il ricco, povero. I ritagli menzionano anche un'altra notizia; Tom Anderson, noto come il mendicante della città, è scomparso, probabilmente assassinato. Cosa collega fra loro questi avvenimenti apparentemente sconnessi? Quando Rima Anderson, la figlia di Tom, si reca a New York per chiedere il suo aiuto, Ellery indaga su molte ipotesi, tenendo presente che ogni medaglia ha il suo rovescio e che ognuno dei fatti che si sono verificati può avere due interpretazioni opposte. Nel frattempo un'altra vittima si aggiunge al quadro: Nick Jacquard, il ladro della città, viene colto sul fatto mentre si introduce in casa del dottor Dodd e muore in un conflitto a fuoco. Ellery non riesce a venire a capo di nulla, finché un collegamento, per quanto improbabile, gli si presenta alla mente. "Ricco, povero, mendicante, ladro...": così recita una famosa filastrocca per bambini, che prosegue così: "...medico, avvocato, mercante, capo". Forse le morti di Mac Caby e Hart non sono state casuali, e forse un medico è la prossima persona destinata a morire: e il dottor Sebastian Dodd è l'unico punto di contatto fra i quattro che sono già scomparsi.

## Personaggi principali
- Tom Anderson - il mendicante di Wrightsville
- Rima Anderson - sua figlia
- Dottor Sebastian Dodd - medico
- Dottor Kenneth Winship - medico
- Harry Toyfell - giardiniere
- Nick Jacquard - ladro
- Otis Holderfield - avvocato
- Dave e Jonathan Waldo - sarti
- Malvina Prentiss - proprietaria del Wrightsville Record
- Francis O'Bannon - giornalista del Wrightsville Record
- Regina Fowler - governante del dottor Dodd
- Essie Pingarn - cuoca
- Chalanski - procuratore distrettuale
- Grupp - coroner
- Dakin - capo della polizia di Wrightsville
- Ellery Queen - scrittore, investigatore dilettante

## Critica
"L'ultima storia completamente ambientata a Wrightsville ha come al solito il suo punto forte nella caratterizzazione dei personaggi. Ma alcune deduzioni tratte dagli indizi sembrano speculative, più che logiche. Rima Anderson, gravemente trascurata dalla maggior parte dei critici di Queen, appare come un personaggio in stile 'Nikki Porter', una ragazza molto alla mano con interessi semplici (la natura!). Ancora una volta, il signor Queen lascia molto ambiguo il motivo del suo interesse per lei."

## Edizioni
- Ellery Queen, Il rovescio della medaglia, traduzione di Enrico Hirschhorn, Collana Serie Gialla n.1, Milano, Garzanti, 1953,  p. 206. - Collana Gialli n.4, Garzanti, 1964; Collana I Classici del Giallo n.192, Milano, Mondadori, giugno 1974.
- Ellery Queen, Il rovescio della medaglia, traduzione di Enrico Hirschhorn, Collana I Classici del Giallo Mondadori n.827, Mondadori, ottobre 1998,  p. 220, ISSN 0009-8426. - Collana I Classici del Giallo Mondadori, gennaio 2019.